# Lichauri

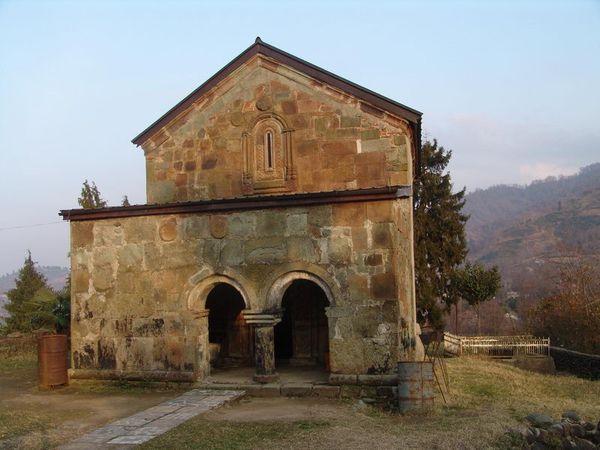
Die Kirche von Lichauri

Lichauri (georgisch ლიხაური) ist ein Dorf in der Munizipalität Osurgeti in der Region Gurien in Georgien.
Es liegt im Atschiszqali-Tal, nördlich vom Nabada-Berg, 5 Kilometer entfernt von Osurgeti. Im Mittelalter war es das Zentrum des Fürstentums Gurien.
2014 hatte Lichauri 952 Einwohner. Das Dorf hat eigene Schule und Bibliothek. In Lichauri befindet sich das Museum von Ekwtime Taqaischwili.
Das Dorf Lichauri ist durch die gleichnamige Kirche bekannt. In der Nähe von Lichauri befindet sich eine Festung.

## Persönlichkeiten
- Ekwtime Taqaischwili (1863–1953), in Lichauri geborener Historiker, Archäologe und Politiker